# Dryotype opina
Dryotype opina är en fjärilsart som beskrevs av Augustus Radcliffe Grote 1878. Dryotype opina ingår i släktet Dryotype och familjen nattflyn. Inga underarter finns listade i Catalogue of Life.